# Soanierana (Anosy)
Soanierana is een plaats en commune in het zuiden van Madagaskar, behorend tot het district Tôlanaro, dat gelegen is in de regio Anosy. Tijdens een volkstelling in 2001 telde de plaats 9.453 inwoners.
De plaats biedt enkel lager onderwijs aan. 64% van de bevolking werkt er als landbouwer, 5% houdt zich bezig met veeteelt en 19% verdient zijn brood als visser. Het meest belangrijke landbouwproduct is rijst, overige belangrijke producten zijn maniok en zoete aardappelen. Verder is 10% actief in de dienstensector en heeft 2% een baan in de industrie.